# Diavolul șchiop
Diavolul șchiop (în franceză Le Diable boiteux) este un roman al scriitorului francez Alain-René Lesage. Povestea are loc în Madrid și spune povestea regelui demon Asmodeus, a tânărului nobil Don Cleophas Leandro Perez Zambullo și a iubitei sale, Donna Thomasa.
În roman, diavolul Asmodeus a fost închis într-o sticlă. El este eliberat de un tânăr aristocrat și apoi își ajută salvatorul într-o serie de farse⁠(d). De asemenea, îi acordă tânărului puterea supraomenească de a zbura, pe care acesta o folosește pentru a-i spiona pe alții. Romanul a descris versiuni ficționale ale celebrităților pariziene ale epocii.

## Rezumat
Don Cleofas (Cleophas), un tânăr extravagant spaniol de sânge nobil, mândru și răzbunător, dar curajos și generos, îl eliberează din închisoarea sa, dintr-o sticlă, pe demonul Asmodée (Asmodeus). Acesta, ca recunoștință, îl ajută în farsele sale și îl poartă triumfător printr-o serie de aventuri amuzante.
Demonul dăruiește eliberatorului său puterea de a zbura prin aer și de a vedea prin acoperișuri ce se întâmplă în casele din Madrid.

## Istoria publicării
Romanul a fost publicat pentru prima dată în 1707 și a fost republicat de autor, cu mai multe modificări și completări, în 1725. Este uneori cunoscut în limba engleză ca Asmodeus, iar uneori ca The Devil on Two Sticks (Diavolul pe două bețe), acesta fiind titlul sub care a apărut prima traducere în limba engleză în 1708 și sub care a fost dramatizat de Henry Fielding în 1768.
În limba română, a apărut în 1924 la Editura Cultura Națională, în traducerea Despinei Sadoveanu. A fost republicat în 1966, la Editura pentru literatură universală (traducere D. Sadoveanu) și în 2004, la Editura Artemis (traducere Corneliu Piloff).

## Sursă
Titlul și unele dintre incidente sunt împrumutate din romanul El diablo cojuelo (Micul diavol, 1641) al spaniolului Luis Vélez de Guevara. Dar, după primele câteva capitole, Lesage se îndepărtează mult de predecesorul său. Planul este abandonat, iar noile episoade și personaje introduse de Lesage sunt în întregime originale. Guevara își încheie povestea abrupt; în timp ce romancierul francez termină cu o poveste de dragoste, cu Don Cleofas fericit alături de iubita sa Seraphina.

## Recepție
Lesage a introdus în lucrarea sa, sub nume spaniole, mai multe anecdote și portrete ale vedetelor pariziene. Acestea au fost imediat recunoscute și au făcut ca romanul să fie în mare vogă, devenind mai celebru decât romanul său picaresc Gil Blas⁠(d).
Una dintre tradițiile celebre privind comerțul cu cărți este că doi tineri nobili francezi s-au duelat într-o librărie pentru a intra în posesia singurului exemplar rămas.

## Adaptări
- Le Diable boiteux (piesă de teatru), comedie din 1707 de Florent Carton Dancourt
- Der krumme Teufel, Singspiel din 1753 (pierdut) de Joseph Haydn
- Le Diable boiteux (operă), opéra comique din 1782 de Charles Nicolas Favart
- Le Diable boiteux (balet), balet din 1836 de Jean Coralli

## Ilustrații

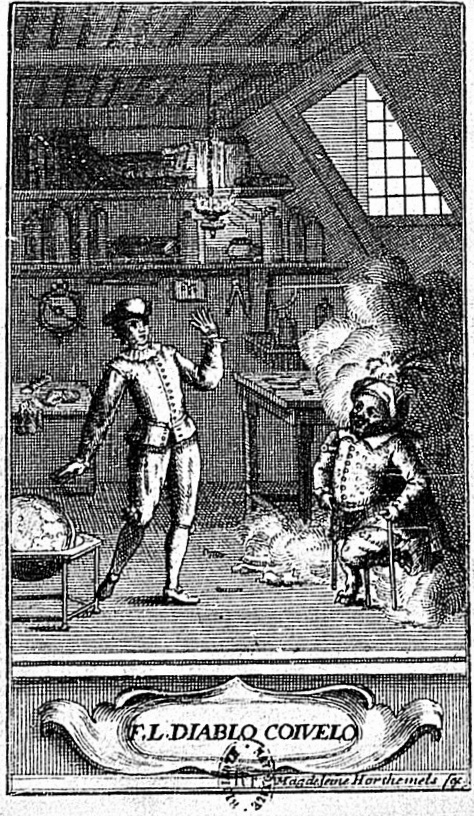
Frontispiciu la prima ediție franceză, 1707
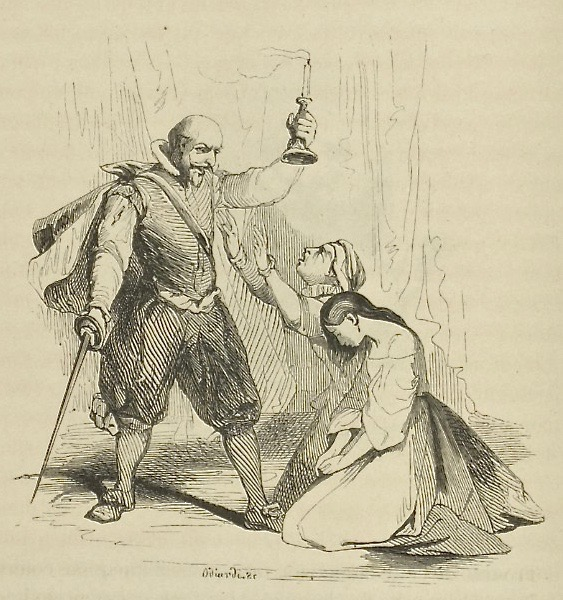
Ilustrație de Tony Johannot⁠(d), 1840
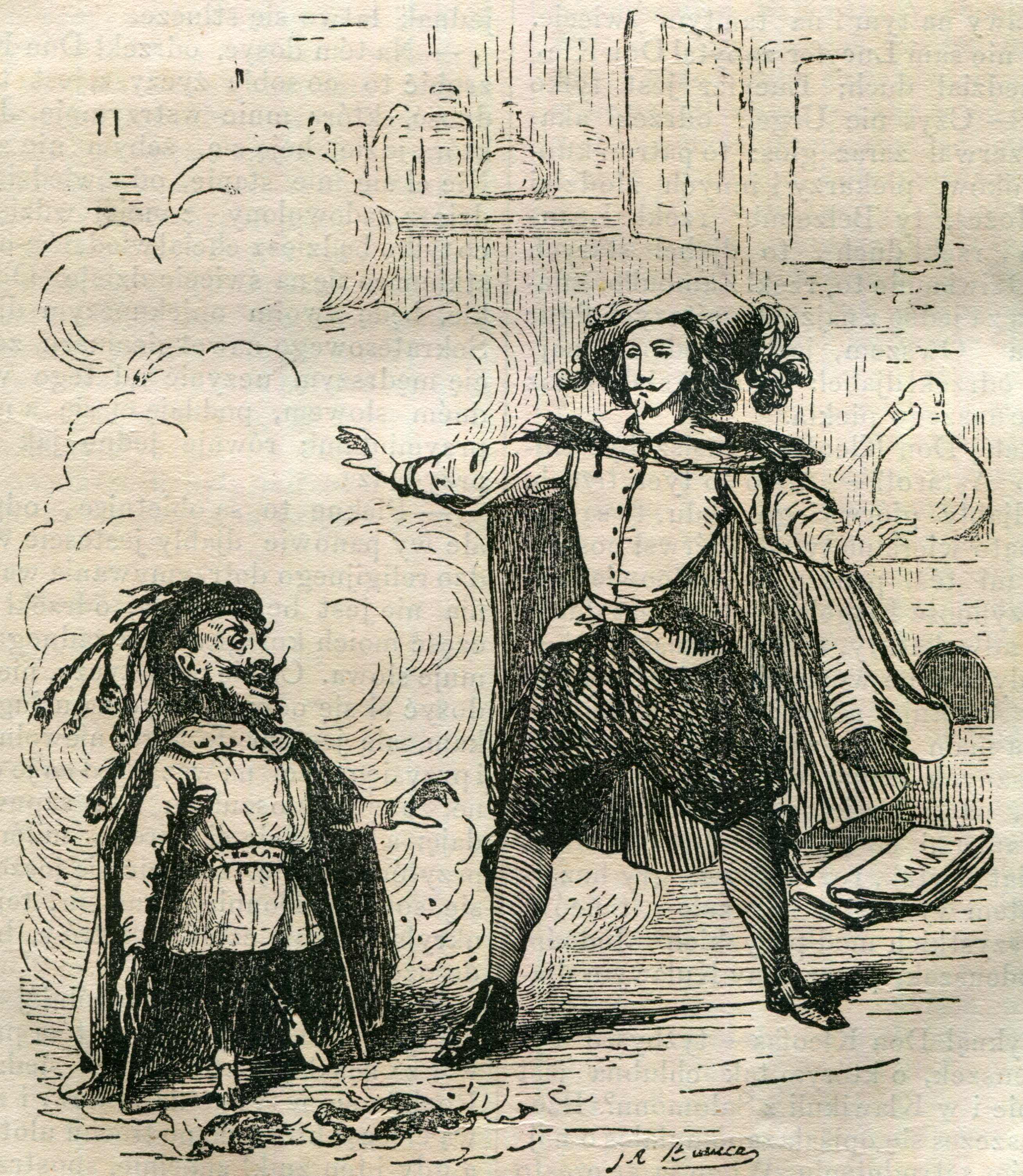
Ilustrație de Jean-Adolphe Beaucé⁠(d), 1849
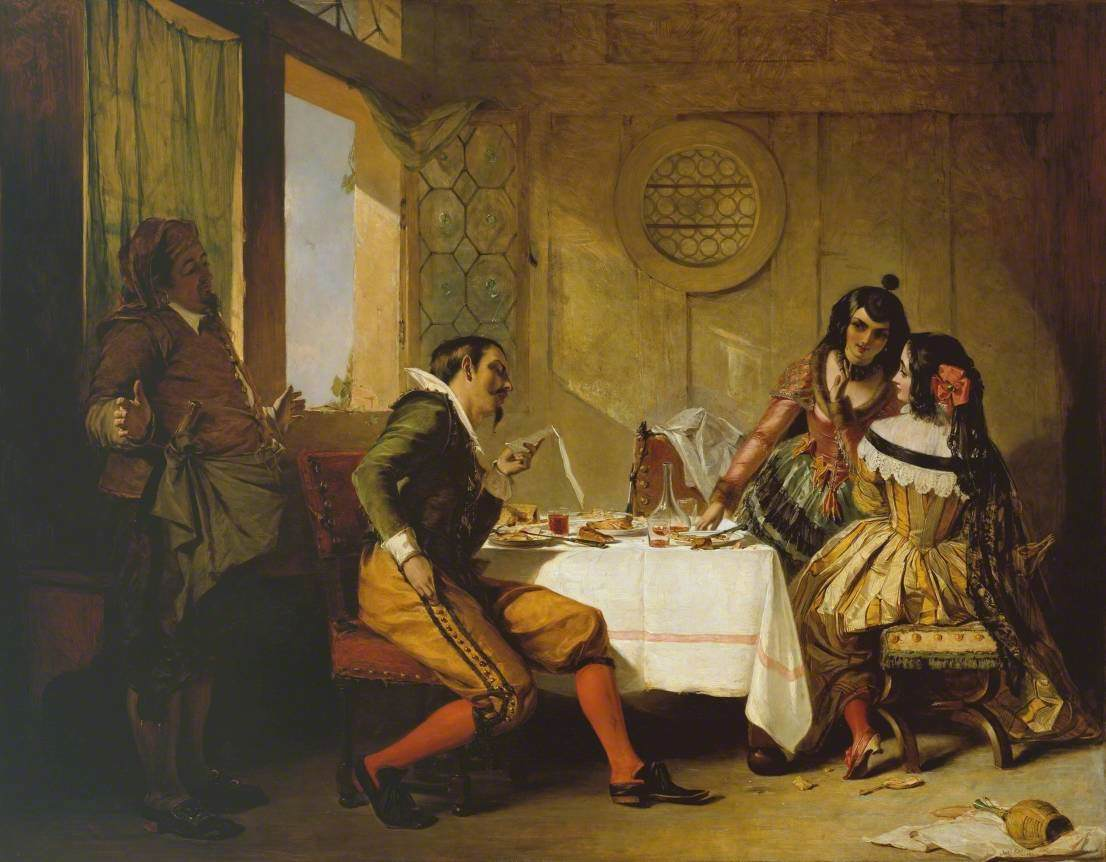
Scenă din „Diavolul șchiop” de Augustus Egg⁠(d), 1844
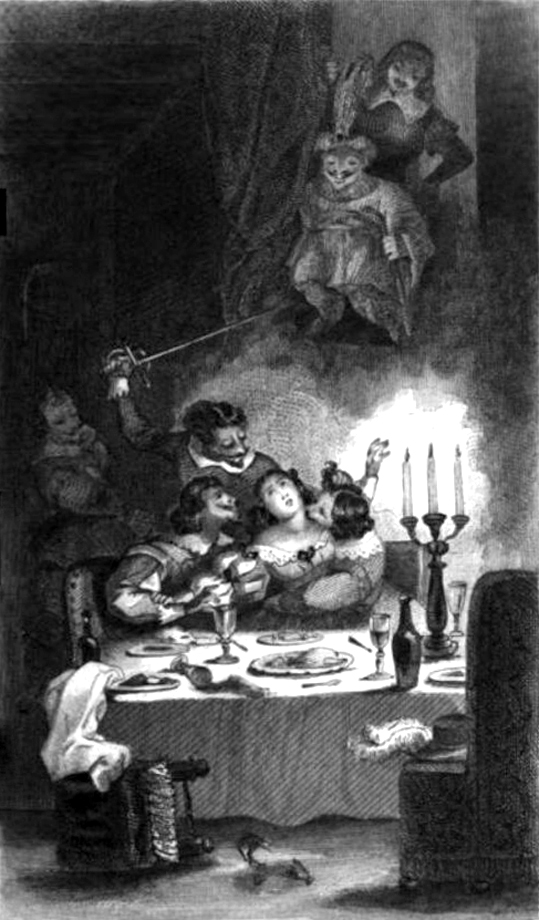
Ilustrație după desene de Napoléon Thomas, 1845